# Volyn (tỉnh của Đế quốc Nga)
Tỉnh Volhynia hay tỉnh Volyn (tiếng Nga: Волы́нская губе́рнія, tiếng Ukraina: Воли́нська губе́рнія) là một tỉnh (guberniya) của krai Tây Nam của Đế quốc Nga. Tỉnh có diện tích 71.736 km² và dân số 2.989.482 người. Tỉnh này giáp với các tỉnh Grodno và Minsk ở phía bắc, tỉnh Kiev ở phía đông, tỉnh Podolia ở phía nam, và ở phía tây là các tỉnh Lublin và Siedlce, và sau năm 1912 là tỉnh Kholm và Áo. Trung tâm hành chính là Zhitomir (Zhytomyr ngày nay), trước năm 1804 thì trung tâm hành chính được đặt tại Novograd-Volynsky (Zviahel ngày nay). Lãnh thổ tỉnh lịch sử này tương ứng với hầu hết các tỉnh Volyn, Rivne và Zhytomyr của Ukraina và một số khu vực của tỉnh Brest và Gomel của Belarus.
Tỉnh được lập ra vào cuối năm 1796 sau phân chia Ba Lan lần ba, từ lãnh thổ của Phó vương quốc Volhynia tồn tại ngắn ngủi và tỉnh Wołyń. Sau Hòa ước Riga, một phần của tỉnh này trở thành tỉnh Wołyń mới của Cộng hòa Ba Lan thứ hai, trong khi phần còn lại là một phần của Cộng hòa Xã hội chủ nghĩa Xô viết Ukraina cho đến năm 1925, khi tỉnh bị bãi bỏ theo nghị quyết.

## Lịch sử

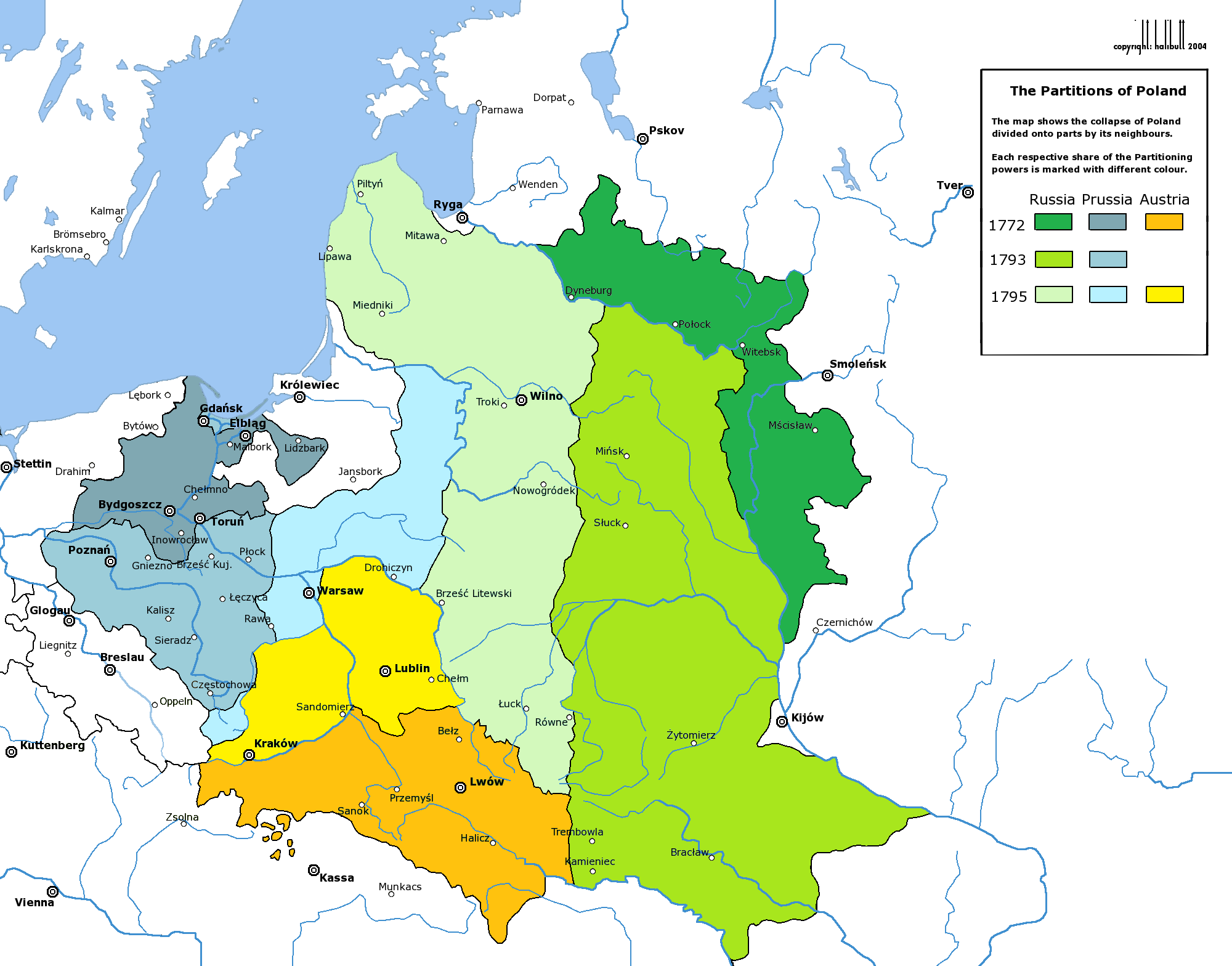
Ba lần phân chia của Thịnh vượng chung Ba Lan-Litva

Cho đến năm 1796, tỉnh được quản lý như một "namestnichestvo" (phó vương quốc). Ban đầu nó tập trung ở Iziaslav và được gọi là namenichestvo Izyaslav. Tỉnh được tạo ra chủ yếu từ tỉnh Kiev và phần phía đông của tỉnh Wolyn. Vào ngày 24 tháng 10 năm 1795, sự kiện phân chia Ba Lan lần thứ ba được áp đặt bởi Phổ, quân chủ Habsburg và Đế quốc Nga.
Vào ngày 12 tháng 12 năm 1796, tỉnh Volhynia được thành lập và bao gồm phần còn lại của tỉnh Wolyn và tỉnh Kowel.
Năm 1796, chính quyền chuyển đến Novograd-Volynsky, nhưng vì không có tòa nhà nào phù hợp cho mục đích hành chính nên trụ sở (thủ phủ) lại được chuyển đến Zhytomyr. Năm 1802, Zhytomyr cuối cùng được mua lại từ tài sản của Thân vương (knyaz) Ilyinsky, và vào năm 1804 nơi này chính thức trở thành trụ sở của tỉnh Volhynia.
Từ năm 1832 đến năm 1915, tỉnh Volhynia cùng tỉnh Kiev và tỉnh Podolia là một phần của krai Tây Nam, một loại đơn vị hành chính-lãnh thổ được quân sự hóa. Vào những năm 1880, tổng tỉnh được mở rộng và bao gồm thêm các tỉnh khác.
Năm 1897, dân số của tỉnh là 2.989.482 và năm 1905 là 3.920.400. Phần lớn cư dân của tỉnh nói tiếng Ukraina cổ với một chút đa dạng về phương ngữ.
Trong Chiến tranh Ukraina-Xô viết, Zhytomir đóng vai trò là thủ đô tạm thời của Ukraina năm 1918. Sau Chiến tranh Ba Lan-Xô viết năm 1920 và theo Hòa ước Riga (1921), phần lớn lãnh thổ trở thành một phần của Cộng hòa Ba Lan thứ hai và chuyển thành tỉnh Wołyń với thủ phủ ở Łuck (Lutsk). Tỉnh ở phần phía đông thuộc Liên Xô tồn tại đến năm 1925, và sau đó được chia thành ba okruha là okruha Shepetivka, okruha Zhytomyr và okruha Korosten.

### Lãnh đạo
Revkom
- 1919 Mikhail Kruchinskiy (đồng thời đứng đầu Volyn Cheka)

Ủy ban hành chính Volyn
- 1920 Oleksandr Shumsky
- 1920 Vasiliy Averin
- – 1921 Danylevych
- 1921–1922 Ivan Nikolayenko

Cheka
- 1919 Vasyl Viliavko
- 1919 M.Shuf
- 1919 Mikhail Kruchinskiy
- Tháng 11, 1919 – tháng 12, 1919 Vsevolod Balytsky
- Tháng 12, 1919 Vasyl Levotsky (quyền)
- – 2 tháng 11, 1921 Semen Kesselman (Zapadny)
- Tháng 1, 1922 – 2 tháng 6, 1922 Janis Biksons

GPU
- -1923 Pavel Ivonin
- Tháng 3, 1923 – tháng 10, 1923 Foma Leoniuk
- 1 tháng 7, 1923 – 1 tháng 9, 1924 Symon Dukelsky
- 1924 – 1925 Aleksandr Safes (Grozny)

## Thành phố chính
Điều tra nhân khẩu Đế quốc Nga 1897
- Zhytomir – 65 895 (người Do Thái – 30 572, người Nga – 16 944, người Ukraina – 9 152)
- Rovno – 24 573 (người Do Thái – 13 704, người Nga – 4 278, người Ukraina – 4 071)
- Kremenets – 17 704 (người Ukraina – 8 322, người Do Thái – 6 476, người Nga – 1 863)
- Kovel – 17 697 (người Do Thái – 8 502, người Nga – 4 828, người Ukraina – 2 093)
- Novograd-Volynsky – 16 904 (người Do Thái – 9 363, người Nga – 2 939, người Ukraina – 2 662)
- Starokonstantinov – 16 377 (người Do Thái – 9 164, người Ukraina – 4 886, người Nga – 1 402)
- Lutsk – 15 804 (người Do Thái – 9 396, người Nga – 2 830, người Ukraina – 1 478)
- Ostrog – 14 749 (người Do Thái – 9 185, người Ukraina – 2 446, người Nga – 2 199)
- Dubno – 14 257 (người Do Thái – 7 096, người Nga – 2 962, người Ukraina – 2 474)
- Zaslavl – 12 611 (người Do Thái – 5 991, người Ukraina – 3 990, người Nga – 1 722)

### Hành chính
| Huyện                | Huyện                 | Thủ phủ           | Huy hiệu thủ phủ | Diện tích                            | Dân số (1897) |
| Tên chuyển tự        | Tiếng Nga             | Thủ phủ           | Huy hiệu thủ phủ | Diện tích                            | Dân số (1897) |
| -------------------- | --------------------- | ----------------- | ---------------- | ------------------------------------ | ------------- |
| Vladimir-Volynsky    | Владиміро-Волынскій   | Vladimir-Volynsky |                  | 6.482,1 km2 (2.502,8 dặm vuông Anh)  | 198.688       |
| Dubensky             | Дубенскій             | Dubno             |                  | 3.963,8 km2 (1.530,4 dặm vuông Anh)  | 158.734       |
| Zhitomirsky          | Житомірскій           | Zhitomir          |                  | 7.670,5 km2 (2.961,6 dặm vuông Anh)  | 281.387       |
| Zaslavsky            | Заславскій            | Zaslavl           |                  | 3.476,7 km2 (1.342,4 dặm vuông Anh)  | 93.381        |
| Kovelsky             | Ковельскій            | Kovel             |                  | 7.656,8 km2 (2.956,3 dặm vuông Anh)  | 121.326       |
| Kremenetsky          | Кременецкій           | Kremenets         |                  | 3.460,8 km2 (1.336,2 dặm vuông Anh)  | 196.751       |
| Lutsky               | Луцкій                | Lutsk             |                  | 7.540,8 km2 (2.911,5 dặm vuông Anh)  | 203.761       |
| Novograd-Volynsky    | Новоградъ-Волынскій   | Novograd-Volynsky |                  | 7.205 km2 (2.782 dặm vuông Anh)      | 273.123       |
| Ovruchsky            | Овручскій             | Ovruch            |                  | 10.616,9 km2 (4.099,2 dặm vuông Anh) | 194.796       |
| Ostrozhsky           | Острожскій            | Ostrog            |                  | 3.065,9 km2 (1.183,8 dặm vuông Anh)  | 166.882       |
| Rovensky             | Ровенскій             | Rovno             |                  | 8.568,4 km2 (3.308,3 dặm vuông Anh)  | 275.119       |
| Starokonstantinovsky | Староконстантиновскій | Starokostiantinov |                  | 2.560,4 km2 (988,6 dặm vuông Anh)    | 211.768       |

## Nhân khẩu

### Ngôn ngữ

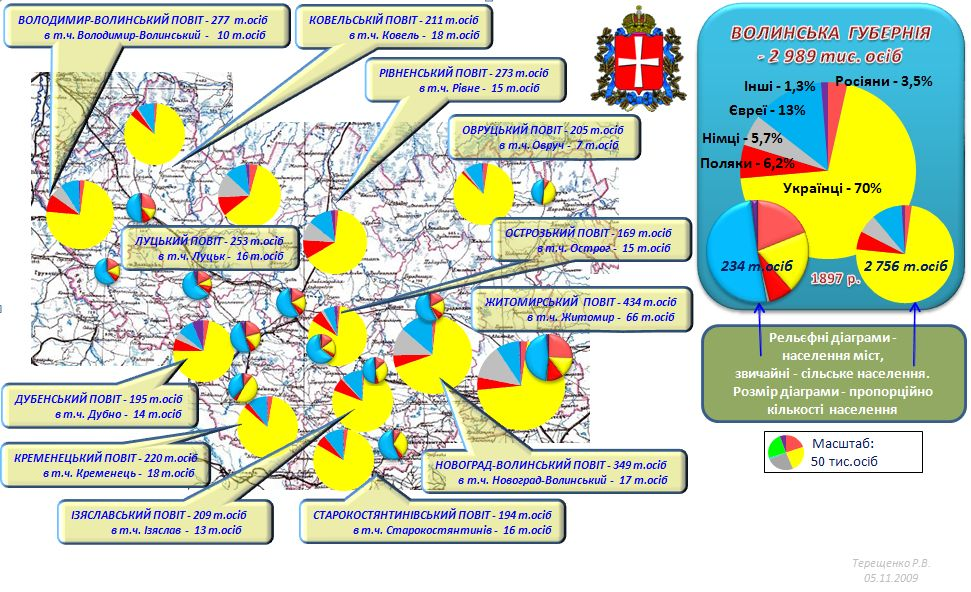
Điều tra nhân khẩu đế quốc năm 1897.

Theo điều tra nhân khẩu Đế quốc Nga ngày 28 tháng 1 [lịch cũ 1897] năm 15 tháng 1, tỉnh Volhynia có dân số 2.982.482, bao gồm 1.502.803 nam và 1.486.679 nữ. Đa số dân cư bày tỏ tiếng Tiểu Nga là tiếng mẹ đẻ của họ, có các nhóm thiểu số đáng kể nói tiếng Do Thái, tiếng Ba Lan, tiếng Đức và tiếng Nga.
| Ngôn ngữ       | Số lượng bản ngữ | Tỷ lệ  |
| -------------- | ---------------- | ------ |
| Tiếng Ukraina  | 2.095.537        | 70,26  |
| Tiếng Do Thái  | 394.774          | 13,24  |
| Tiếng Ba Lan   | 184.161          | 6,17   |
| Tiếng Đức      | 171.331          | 5,74   |
| Tiếng Nga      | 104.889          | 3,52   |
| Tiếng Czech    | 27.670           | 0,93   |
| Tiếng Tatar    | 3.817            | 0,13   |
| Tiếng Belarus  | 3.794            | 0,13   |
| Tiếng Bashkir  | 983              | 0,03   |
| Tiếng Mordovia | 375              | 0,01   |
| Tiếng Romania  | 314              | 0,01   |
| Tiếng Chuvash  | 308              | 0,01   |
| Tiếng Digan    | 286              | 0,01   |
| Tiếng Pháp     | 154              | 0,00   |
| Tiếng Cheremis | 143              | 0,00   |
| Tiếng Latvia   | 113              | 0,00   |
| Tiếng Litv     | 103              | 0,00   |
| Tiếng Votyak   | 102              | 0,00   |
| Không xác định | 97               | 0,00   |
| Khác           | 531              | 0,01   |
| Tổng           | 2.982.482        | 100,00 |

### Tôn giáo
- Theo điều tra nhân khẩu đế quốc năm 1897.[6] In đậm là các tôn giáo có nhiều thành viên hơn Chính thống giáo Đông phương.

| Tôn giáo                     | Số lượng  | Tỷ lệ (%) | Nam giới | Nữ giới |
| ---------------------------- | --------- | --------- | -------- | ------- |
| Chính thống giáo Đông phương | 2.106.521 | 70,46     |          |         |
| Do Thái giáo                 | 395.782   | 13,24     |          |         |
| Công giáo La Mã              | 298.110   | 9,97      |          |         |
| Giáo hội Luther              | 163.990   | 5,49      |          |         |
| Baptist                      | 10.375    | 0,35      |          |         |
| Khác (Cựu tín đồ, Hồi giáo)  | 14.704    | 0,49      |          |         |